# 里科山
里科山（西班牙语：Cerro De Rico，意为富饶山）。也被称为波托西山（西班牙语：Cerro Potosí或Sumaq Urqu ） ，是玻利維亞的一座山峰，位於該國南部波托西省，處於波托西附近，屬於安第斯山脈的一部分，海拔高度4,824米，該山峰有該國最大的銀礦之一。
波托西山以为西班牙帝国提供大量白银而闻名。

## 歷史
十六世紀，西班牙帝國掌控了中南美洲的礦山，里科山則是其中產量最高的兩座礦山之一，包括其他礦山，西班牙帝國在十六到十八世紀，出口了至少15噸的銀礦，包辦了全球80%的銀礦出口，是西班牙殖民的根基。
自16至18世纪，波托西山支撑了整个西班牙的银矿开采。玻利维亚有谚语称，「西班牙300年中从波托西得到的矿物，足够建起一座从山顶通往大洋彼岸皇宫门口的银桥」。
但是西班牙採用米塔制度，為印加帝國強制勞工建造廟宇的方式，剝削當地原住民，強迫他們年滿18歲的人至少進入礦山作工一年，並只給予非常微薄的薪水。被奴役死的印第安人达到了800万。當地人稱為「會吃人的山」。